# Vlag van Ens

Vlag van Ens
(sinds 2023)

Voorgaande vlag
(1994-2023)

De vlag van Ens werd op 20 mei 2023 door het Nederlandse dorp Ens in gebruik genomen toen Ens zijn 50e verjaardag vierde.
De vlag bestaat uit drie horizontale banen van blauw, groen en geel. De drie kleuren verwijzen elk naar de omgeving van het dorp. Blauw staat daarbij voor het water, groen voor de landbouw en geel voor de vruchtbaarheid. De banen zijn van elkaar gescheiden door een witte lijn. In het midden van de vlag staat het wapen van Ens. Daarboven bevat de witte letters "ENS".

## Voorgaande vlag
De voorgaande vlag werd rond 1994 door het Nederlandse dorp Ens in gebruik genomen. De vlag is ontworpen door Anton Jansen.
De vlag toont een rood veld met een witte keper, vergezeld van drie witte merletten. Het dundoek is gebaseerd op het wapen van Ens. De merletten verwijzen naar de dorpsnaam ‘Ens’, die een eeuwenoude geschiedenis kent. Zo zou de naam afgeleid zijn van Enedsae wat ‘eendenzee’ betekent. Ens lag in het verleden in het zuiden van het voormalige eiland Schokland aan zee. De merletten verwijzen mogelijk naar de Ensers die deelnamen aan een kruistocht omstreeks de 13e eeuw. Merletten mochten namelijk in die tijd alleen gebruikt worden door kruisridders die deelnamen aan een kruistocht en gewond terugkeerden.

## Verwante afbeelding

Wapen van Ens

Bant
· Biddinghuizen
· Creil
· Ens
· Espel
· Luttelgeest
· Marknesse
· Nagele
· Rutten
· Tollebeek